# Janusz Raglewski
Janusz Raglewski (ur. 28 sierpnia 1972 w Krakowie) – polski prawnik, doktor habilitowany nauk prawnych, profesor nadzwyczajny Uniwersytetu Jagiellońskiego, członek Komisji Legislacyjnej Naczelnej Rady Adwokackiej.

## Życiorys

### Kariera naukowa
W 1996 roku ukończył studia prawnicze na Wydziale Prawa i Administracji Uniwersytetu Jagiellońskiego. Tytuł magistra uzyskał na podstawie pracy Instytucja czynnego żalu w prawie karnym skarbowym. Rozważania de lege lata i de lege ferenda napisanej pod kierunkiem profesora Andrzeja Zolla. W latach 1997–1999 odbywał aplikację sędziowską w Krakowie. 11 grudnia 2000 uzyskał stopień doktora nauk prawnych na podstawie rozprawy doktorskiej Przepadek przedmiotów w prawie karnym (zagadnienia materialnoprawne), również przygotowanej pod patronatem prof. Zolla. 7 grudnia 2009 na podstawie monografii Model nadzwyczajnego złagodzenia kary w polskim systemie prawa karnego (analiza dogmatyczna w ujęciu materialnoprawnym) uzyskał stopień naukowy doktora habilitowanego nauk prawnych ze specjalnością prawo karne.

### Dydaktyka
W latach 2000–2006 był wykładowcą z zakresu prawa karnego materialnego na Wydziale Prawa Uniwersytetu Kardynała Stefana Wyszyńskiego w Warszawie. W roku akademickim 2017/2018 prowadził na Wydziale Prawa i Administracji UJ wykład z prawa wykroczeń oraz wykłady na studiach podyplomowych na Uniwersytecie Wrocławskim i Szkole Głównej Handlowej w Warszawie. Wykłada też w Krajowej Szkole Sądownictwa i Prokuratury.

### Inna działalność
Był członkiem Zespołu Prawa Karnego Skarbowego utworzonego w 1999 roku w ramach Komisji ds. Reformy Prawa Karnego przy Ministrze Sprawiedliwości. Zespół opracowywał projekt ustawy kodeks karny skarbowy.
Jest arbitrem Trybunału Arbitrażowego ds. Sportu przy Polskim Komitecie Olimpijskim oraz redaktorem naczelnym periodyku Czasopisma Prawa Karnego i Nauk Penalnych wydawanego przez Polską Akademię Umiejętności w Krakowie. Prowadzi własną kancelarię adwokacką. Od 2013 roku jest przewodniczącym Komisji Rewizyjnej Krakowskiej Izby Adwokackiej. Zasiada w Komisji Bioetycznej przy Okręgowej Izbie Lekarskiej w Krakowie.
Został wybrany na członka Komitetu Nauk Prawnych Polskiej Akademii Nauk kadencji 2020–2023.